# Geocharis macrostemon
Geocharis macrostemon är en enhjärtbladig växtart som först beskrevs av Karl Moritz Schumann, och fick sitt nu gällande namn av Richard Eric Holttum. Geocharis macrostemon ingår i släktet Geocharis och familjen Zingiberaceae.
Artens utbredningsområde är Sumatera. Inga underarter finns listade i Catalogue of Life.